# México-Madrid: en directo y sin escalas
México-Madrid: en directo y sin escalas é um álbum ao vivo do cantor mexicano Alejandro Fernández.

## Faixas

### CD
1. Obertura/ Canta corazón (Gian Marco) - 5:06
2. Abrázame (Rafael Ferro García, Julio Iglesias) - 5:23
3. Me dediqué a perderte (dueto con Amaia) (Leonel García) - 4:08
4. Popurrí Juan Gabriel (Juan Gabriel) - 8:04
5. Todo (Leonel García) - 3:39
6. Tantita pena (Kiko Campos, Fernando Riba) - 4:58
7. Como yo te amé (Armando Manzanero) - 3:54
8. Contigo aprendí (dueto con Malú) (Armando Manzanero) - 5:14
9. Qué voy a hacer con mi amor (Luis Carlos Monroy, Raúl Ornelas) - 5:04
10. Como quien pierde una estrella (dueto con Diego "El Cigala") (Humberto Estrada) - 5:46
11. El rey (José Alfredo Jiménez) - 2:40
12. México lindo y querido (Chucho Monge) - 4:05
13. Para vivir (Versión Acústica) (Kike Santander) - 4:53

### DVD
1. Obertura/ Canta corazón
2. Abrázame
3. Me dediqué a perderte (dueto com Amaia)
4. Popurrí Juan Gabriel
5. Todo
6. Tantita pena
7. Como yo te amé
8. Contigo aprendí (dueto com Malú)
9. Granada
10. Qué voy a hacer con mi amor
11. Como quien pierde una estrella (dueto com Diego "El Cigala")
12. El rey
13. México lindo y querido

## Faixas

### Álbum
| Ano  | Parada                                     | Pico | Semanas na parada |
| ---- | ------------------------------------------ | ---- | ----------------- |
| 2005 | Billboard Latin Pop Albums                 | 5    | 14                |
| 2005 | Billboard Top Latin Albums                 | 10   | 16                |
| 2005 | Billboard Top Heatseekers                  | 12   | 9                 |
| 2005 | Billboard Top Heatseekers (Pacific)        | 5    | 8                 |
| 2005 | Billboard Top Heatseekers (South Atlantic) | 6    | 2                 |
| 2005 | Billboard Top Heatseekers (South Central)  | 6    | 2                 |

### Canções
| Ano  | Parada                      | Canção                      | Pico | Semanas na parada |
| ---- | --------------------------- | --------------------------- | ---- | ----------------- |
| 2005 | Billboard Hot Latin Songs   | Que Voy A Hacer Con Mi Amor | 31   | 20                |
| 2005 | Billboard Latin Pop Airplay | Que Voy A Hacer Con Mi Amor | 5    | 27                |

## Certificações
| Ano  | Vendas  | País   | Certificação |
| ---- | ------- | ------ | ------------ |
| 2005 | 400.000 | México | 4× platina   |